# جاك رايت (مدير فني)
جاك رايت (بالإنجليزية: Jack Wright)‏ هو مدير فني أمريكي، ولد في 30 أكتوبر 1871 في مورافيا في الولايات المتحدة، وتوفي في 27 أكتوبر 1931 في أوبورن في الولايات المتحدة.